# 南アフリカの国章
南アフリカ共和国の国章（みなみアフリカきょうわこくのこくしょう）は、2000年に新しく制定された。
紋章の最下部には中庸と永遠、知恵と力を意味する二本の象牙が配され、「!ke e: ǀxarra ǁke」というモットーが記されている。これはコイサン語族のカム語で「多様な人々の団結」という意味である。両脇の小麦の穂は肥沃な土地と豊かなポテンシャル、成長を意味し、中央の盾の中には手を取り合う人々の像が描かれている。最上部には朝日が描かれ、その下には翼を広げたヘビクイワシと、南アフリカの国花であるプロテア、それに交差した槍と投げ棒が配されている。
また2000年までの国章ではトムソンガゼルのつがいがデザインに組み込まれていた。

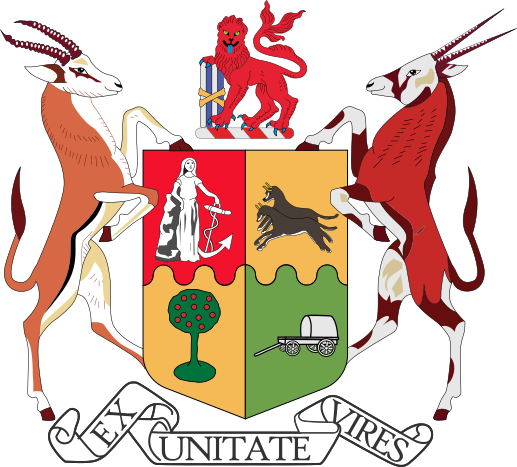
1910年から1930年までの国章
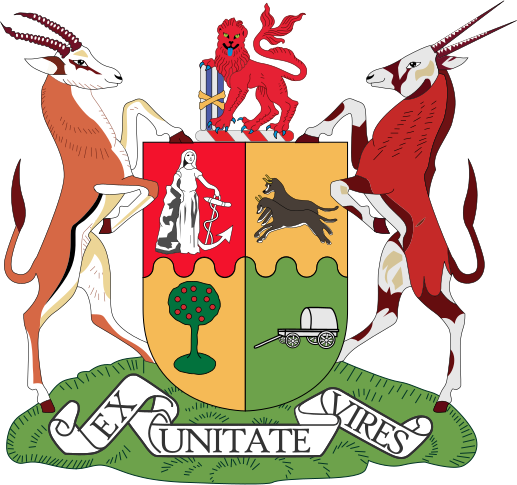
1930年から1932年までの国章
1932年から2000年までの国章